# Horace (Kansas)
Horace es una ciudad ubicada en el condado de Greeley en el estado estadounidense de Kansas. En el año 2010 tenía una población de 70 habitantes y una densidad poblacional de 116,67 personas por km².

## Geografía
Horace se encuentra ubicada en las coordenadas 38°28′36″N 101°47′27″O / 38.47667, -101.79083 (38.476692, -101.790853).

## Demografía
Según la Oficina del Censo en 2000 los ingresos medios por hogar en la localidad eran de $26,875 y los ingresos medios por familia eran $43,125. Los hombres tenían unos ingresos medios de $30,625 frente a los $21,250 para las mujeres. La renta per cápita para la localidad era de $15,602. Alrededor del 20.4% de la población estaban por debajo del umbral de pobreza.